# 光流體學
光流體學（Optofluidics）是一種應用微流控及光學的技術。光流體學的應用包括顯示、生物感測、晶片實驗室、鏡片、及分子成像工具及能量。

## 歷史
光流體學設備的概念可以追溯到18世紀，當時提出汞旋轉池，作為液体镜面望远镜。在二十世紀時，因為液體的可調整以及可以適應各種條件，因此像染料激光器及液芯波导等新技術開始用到光學系統中。2000年代中，因為微流控及奈米光學越來越成熟，研究者開始試著將二個整合，光流體學技術也開始發展。其中主要的應用是晶片實驗室及生物光子產品。

## 公司及技術轉移
光流體學及相關研究形成了許多新的產品及新創公司。Varioptic公司专业電溼潤镜头的开发多种应用。Optofluidics公司在2011年由康乃爾大學獨立出來，用光子共振技術開發分子捕捉及疾病檢測的設備。來自UC Santa Cruz的Liquilume公司利用陣列波導進行分子診斷。
2012年欧盟委员会提出了新的歐盟科研架構，主要針對光流體學技術及相關應用。

## 延伸閱讀
- Fainman, Yeshaiahu; Psaltis, Demetri. . McGraw Hill Professional. 18 September 2009  [26 June 2011]. ISBN 978-0-07-160156-6.
- Zahn, Jeffrey D. . Artech House. 31 October 2009  [26 June 2011]. ISBN 978-1-59693-400-9. （原始内容存档于2017-06-27）.